# Kościół Wniebowzięcia Najświętszej Maryi Panny w Gliwicach-Łabędach
Kościół Wniebowzięcia NMP w Gliwicach – murowany, zabytkowy kościół parafialny obrządku rzymskokatolickiego w Gliwicach, w dzielnicy Łabędy, w dekanacie Gliwice-Łabędy w diecezji Gliwickiej. 
W pobliżu kościoła przebiegają szlaki turystyczne:
- Szlak Ziemi Gliwickiej[3],
- Szlak rowerowy nr 16[4].

## Historia
Kościół wzmiankowany w 1317 roku, prawdopodobnie jeszcze jako drewniany. Obecna świątynia pochodzi z XV wieku, rozbudowana w latach 1716-1719 (inicjatorem rozbudowy był Jan Bernard Welczek). Kościół odnawiano m.in. w latach 1864, 1912 oraz po 1945.

## Architektura i wyposażenie
Kościół orientowany, położony na niewielkim wzniesieniu, jednonawowy, murowany z kamienia i cegły. Prezbiterium trójbocznie zamknięte, ze sklepieniami krzyżowo-kolebkowymi, prawdopodobnie stanowi pozostałości kościoła z XV wieku. Sklepienia prezbiterium i nawy barokowe, z XVIII wieku. Wieża zbudowana w latach 1716-1719, zwieńczona barokowym hełmem z latarnią.
Ołtarz główny, neorokokowy, z 1858 roku, z rzeźbami śś. Piotra i Pawła i obrazem Matki Boskiej Królowej Niebios. Ołtarze boczne z końca XVII wieku. Ołtarz lewy z rzeźbami śś. Symeona i Tomasza i obrazami śś. Józefa i Mikołaja. Ołtarz prawy z obrazami św. Barbary (XIX wiek) i św. Hieronima (XVII wiek). Ołtarz w kaplicy północnej barokowy, z 1720 r., z rzeźbami śś Franciszka i Antoniego. Ambona z XVI wieku, z obrazami Czterech Ewangelistów z XIX wieku. Z dawnego wyposażenia kościoła zachowały się m.in. monstrancja z 1651 r. z herbem właścicieli Łabęd - Welczków, cztery cynowe, barokowe lichtarze (dwa z nich z 1666 r.), siedemnastowieczny barokowy kielich oraz późnobarokowa puszka z 1723 r., fundacji Jana Bernarda Welczka.
Na wieży dwa średniowieczne dzwony (o średnicach 83 i 69 cm) odlane z brązu, zapewne w tym samym warsztacie (na co wskazują podobne inskrypcje na obu dzwonach), jeden z 1479, z 1480 r. W obu inskrypcjach występuje nazwa miejscowości (odpowiednio labanth oraz labant).

## Otoczenie
Kościół otoczony kamiennym murem z XVIII-XIX wieku, z dwiema barokowymi kaplicami. Po stronie północnej, przy bramie, grobowiec rodziny Welczków z 1830 r. oraz nagrobki Jana i Zofii Welczków z 1811 r. w postaci dużych, kamiennych urn. Na grobowcu rodzinnym widoczny herb Welczków. W otoczeniu kościoła znajduje się także plebania, zapewne z 1729 roku, oraz cmentarz.

## Galeria

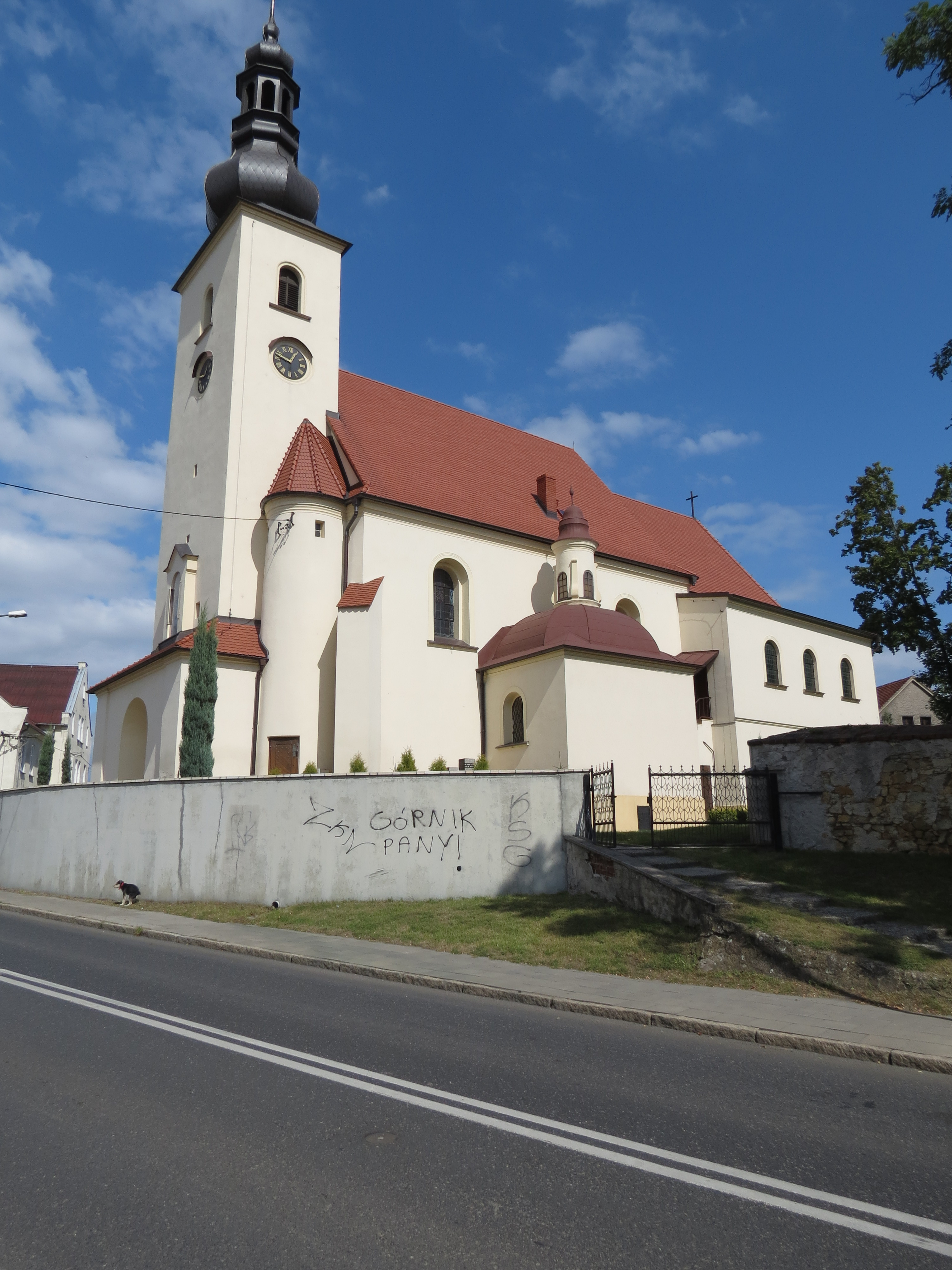
Kościół od południa
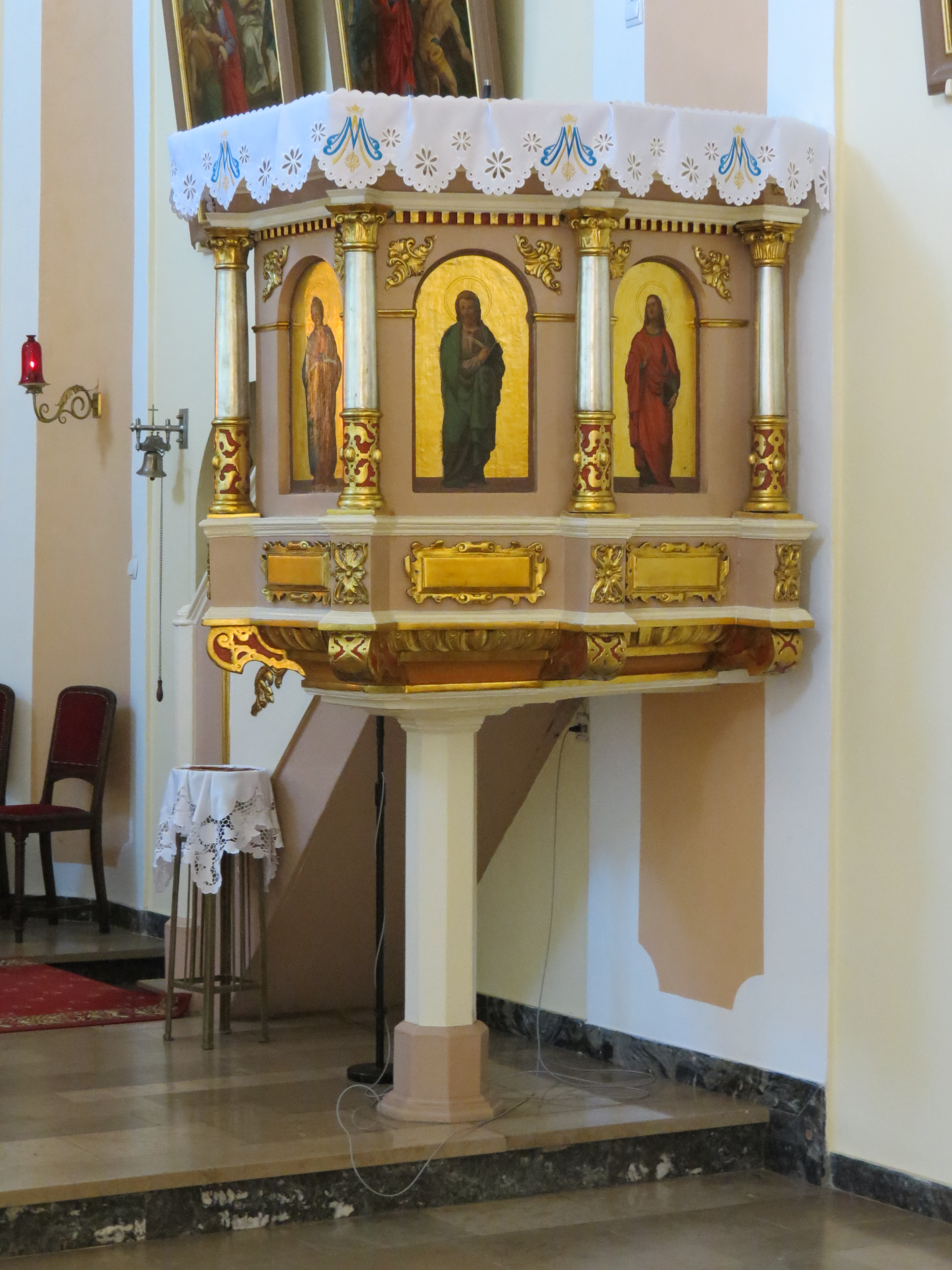
Ambona
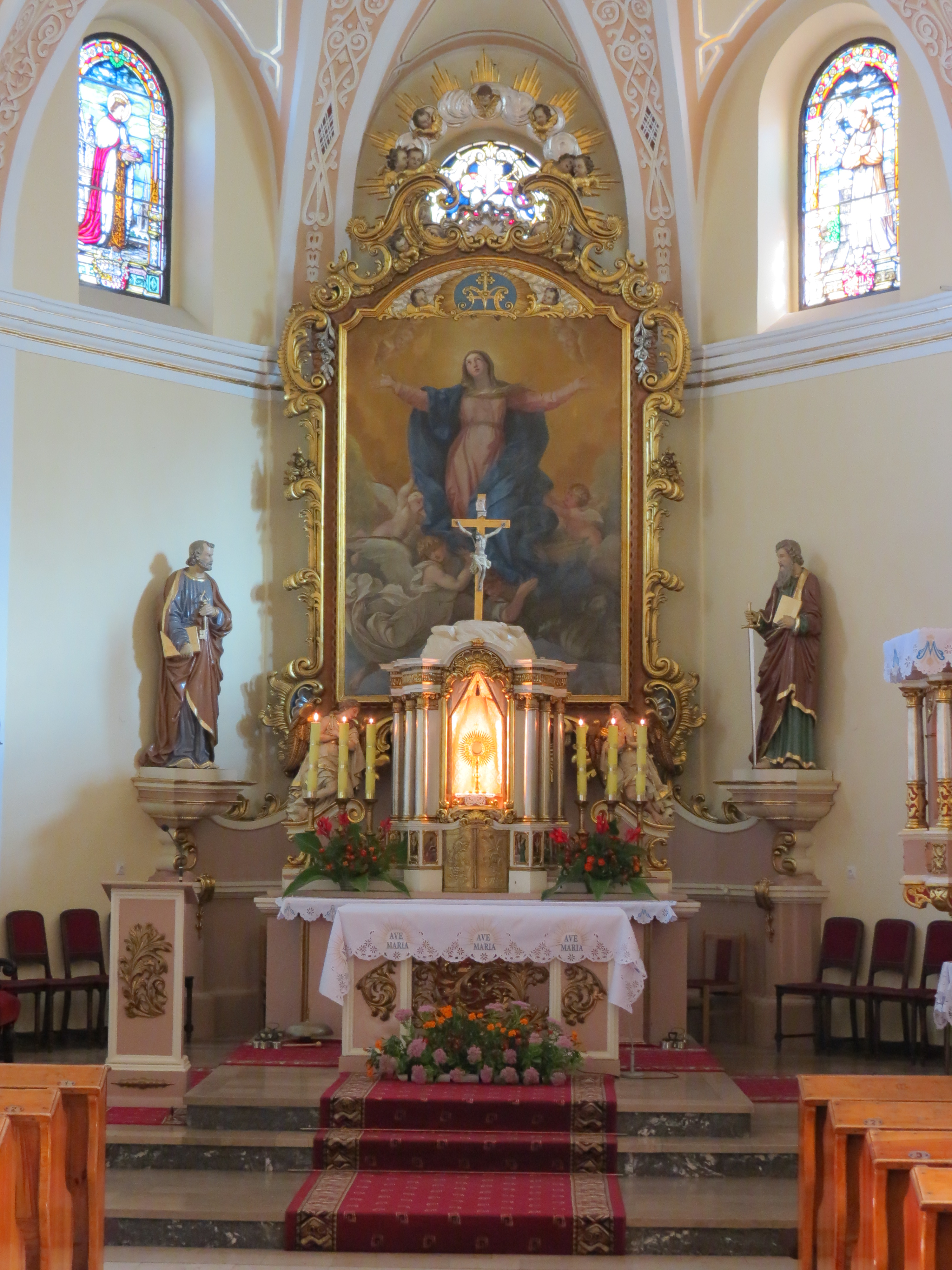
Ołtarz główny
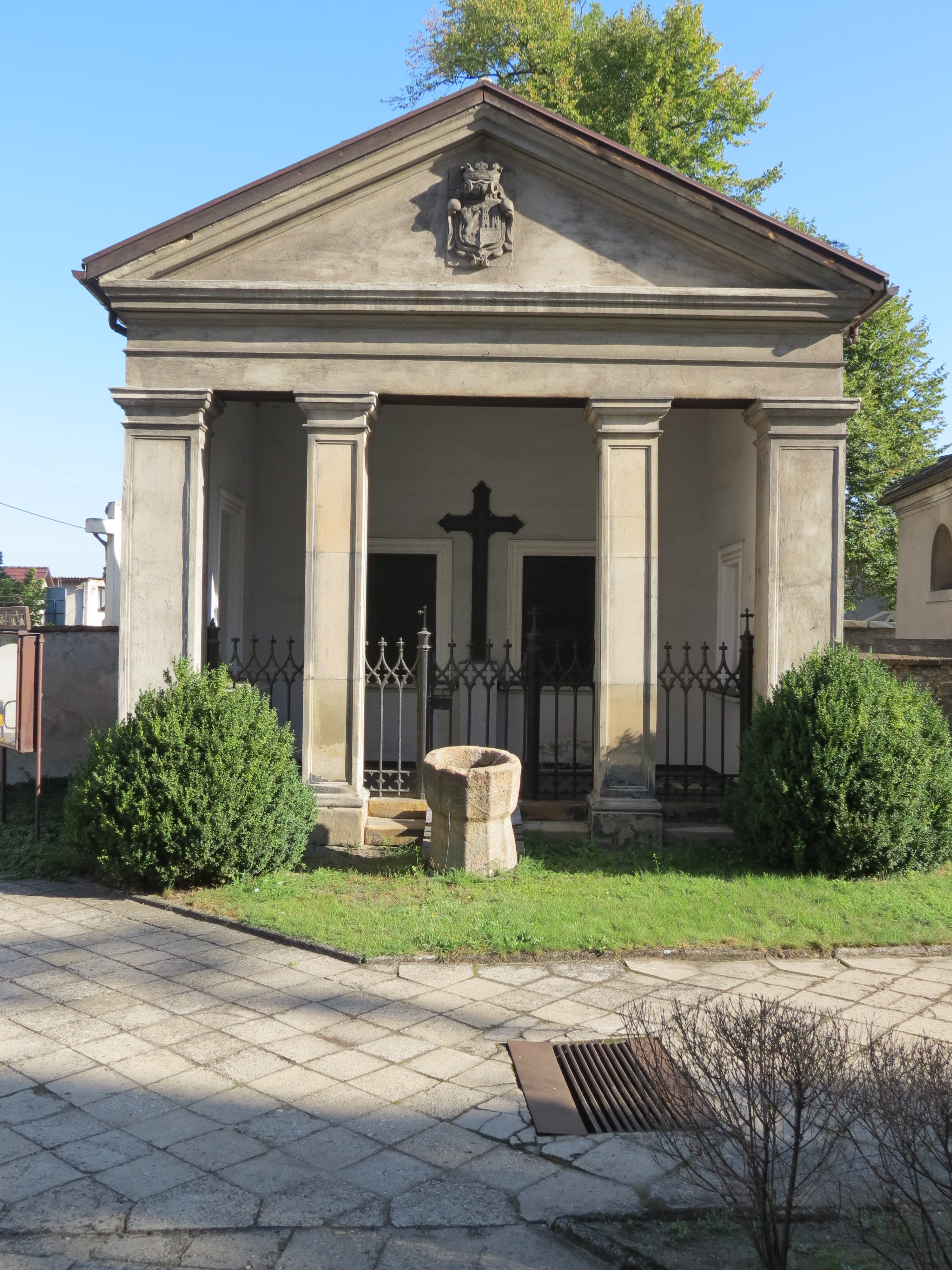
Grobowiec Welczków
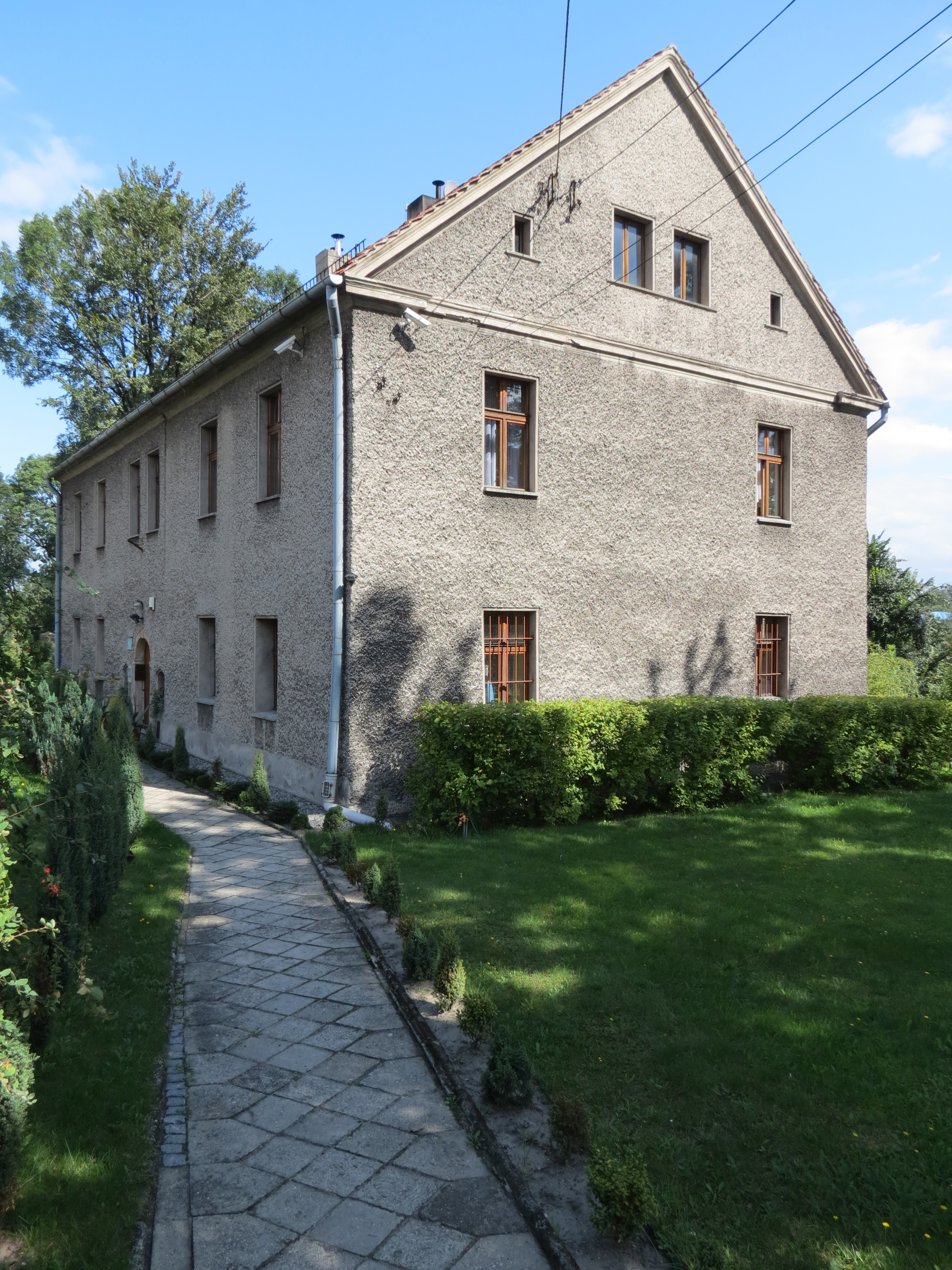
Plebania